# Lim Heng Chek
Lim Heng Chek (1936 – 15 maggio 2021) è stato un nuotatore malese.
Ha partecipato ai Giochi di Melbourne 1956, gareggiando nei 100m dorso.
Ha anche rappresentato la Malesia ai Giochi asiatici del 1958 e del 1962 e ai Giochi del Commonwealth del 1962. Ai Giochi del Sud-est asiatico, vinse l'oro nel 1959 nei 100m dorso e 100m farfalla e una medaglia d'argento nel 1961 nei 100m dorso.
Nel 2013 è stato inserito nel "Olympic Council of Malaysia Hall of Fame".